# Thiers (Marseille)

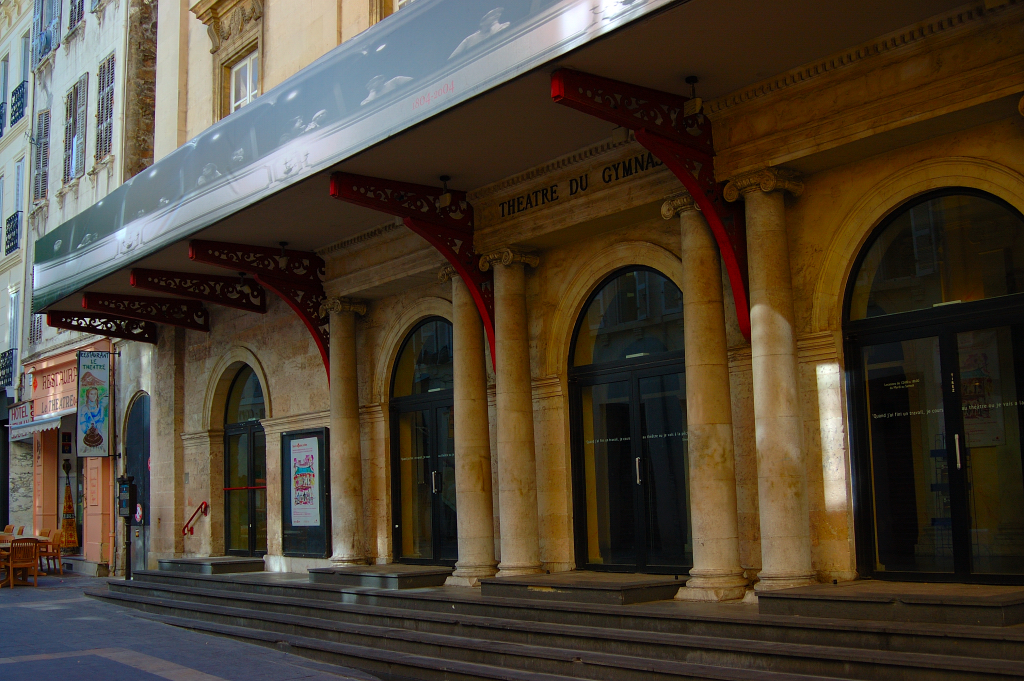
Das Théâtre du Gymnase

Thiers ist ein Viertel (frz.: Quartier) der südfranzösischen Stadt Marseille im Département Bouches-du-Rhône. Thiers gehört zum 1. Arrondissement (Stadtbezirk). 2006 lebten hier 5639 Menschen.
Im Norden wird das Viertel von der Canebière und vom Boulevard de la Libération begrenzt. Im Osten bilden die Rue Saint-Savournin und die Place Jean Jaurès die Grenze, im Süden die Rue de 3 Mages, im Südwesten der Cours Julien und im Westen der Boulevard Garibaldi.
In Thiers befindet sich das Théâtre du Gymnase. Das am 13. September 1804 eröffnete Theater verfügt über 695 Plätze. Von 1980 bis 1985 wurde es komplett renoviert und befindet sich seit 1983 in Besitz der Stadt Marseille. Daneben befindet sich in Thiers eine weiterführende Schule, das Lycée Thiers.